# Jacques Aubert (entomologiste)
Pour les articles homonymes, voir Jacques Aubert et Aubert.
Jacques Aubert, né à Lausanne le 17 août 1916 et mort à Lutry le 4 ou le 14 août 1995, est un enseignant, entomologiste et directeur de musée vaudois.

## Biographie
Jacques Aubert suit des études scientifiques à l'Université de Lausanne qui le mènent à la licence en 1941. Il consacre sa thèse de doctorat soutenue en 1946 aux plécoptères de Suisse romande. De 1967 à 1981, Jacques Aubert enseigne l'entomologie et la zoogéographie à l'Université de Lausanne.
Entré en 1946 au musée cantonal de zoologie de Lausanne comme préparateur, Jacques Aubert est par la suite nommé conservateur et, en 1967, il succède à Jacques de Beaumont à la direction de l'institution. Le musée profitera des connaissances encyclopédiques de l'entomologiste pour développer ses collections.
Pilier des Sociétés suisse et vaudoise d'entomologie, membre actif de la Murithienne, président en 1961 de la Société vaudoise des sciences naturelles, il assure la rédaction du Bulletin de la Société entomologique suisse de 1953 à 1972 et publie de nombreuses études dans les revues spécialisées. Ses travaux sur les plécoptères étendus de la Suisse à l'Europe méridionale et à l'Afrique du Nord lui valurent une large renommée et lui permirent d'organiser en 1956 le premier des congrès internationaux sur ces insectes. Il contribua aussi pour une grande part au fonctionnement et au rayonnement des activités du col de Bretolet, "son" biotope idéal pour l'observation des migrations d'insectes.
Retraité en 1981, Jacques Aubert décède à Lutry le 14 août 1995.